# Deputy Lieutenant
O título de Deputy Lieutenant é, no Reino Unido, conferido aos delegados do Lord-Lieutenant que representa o monarca em situações cerimoniais num condado ou circunscrição semelhante, podendo, quando nomeado para tal, representar o Lord-Lieutenant na sua ausência. O número máximo de Deputy Lieutenants permitido num condado pode atingir várias dúzias, e está diretamente relacionado com a densidade populacional do condado. Os Deputy Lieutenants tendem a ser nomeados dentre indivíduos ativos na comunidade local, ou com um historial de serviço ativo noutras áreas e têm, obrigatoriamente, de residir no condado, ou a uma distância não superior a 11 km da fronteira.
Aos detentores do título é permitido o uso das letras pós-nominais "DL" sendo, contudo, omitidas se o indivíduo for detentor de muitas honras e títulos.
Os Deputy Lieutenants são nomeados pelo Lord-Lieutenant local, de modo a que estes o assistam no cumprimento dos seus deveres sempre que uma situação assim o requerir. Os Deputy Lieutenants só entram em funções, todavia, quando o Lord Chancellor comunica que o monarca não discorda da nomeação. Se o Lord-Lieutenant mudar enquanto se encontram no cargo, os Deputies Lieutenants não cessam de exercer funções, passando a ser delegados do próximo Lord-Lieutenant.